# N8-アセチルスペルミジンオキシダーゼ (プロパン-1,3-ジアミン形成)
N 8-アセチルスペルミジンオキシダーゼ (プロパン-1,3-ジアミン形成)(N 8-acetylspermidine oxidase (propane-1,3-diamine-forming))は、次の化学反応を触媒する酸化還元酵素である。
N 8-アセチルスペルミジン + O2 + H2O {\displaystyle \rightleftharpoons } プロパン-1,3-ジアミン + 4-アセトアミドブタナール + H2O2
反応式の通り、この酵素の基質はN 8-アセチルスペルミジンとO2とH2O、生成物はプロパン-1,3-ジアミンと4-アセトアミドブタナールとH2O2である。
組織名はN 8-acetylspermidine:oxygen oxidoreductase (propane-1,3-diamine-forming)である。